# В Париж! (рассказ)
В Париж! — рассказ Антона Павловича Чехова. Написан в 1886 году, впервые опубликован в «журнале „Осколки“», 1886, № 12 от 22 марта с подписью А. Чехонте.

## Публикации
Рассказ А. П. Чехова «В Париж!» написан в 1886 году, впервые опубликован в журнале «Осколки», 1886, № 12 от 22 марта с подписью А. Чехонте.
Действующие лица рассказа осведомлены о лечении от бешенства методом французского бактериолога и химика Луи Пастера. В Париже к описываемому в рассказе времени была открыта международная больница Пастера.
В рассказе также упоминаются вопросы правописания. В конце XIX века академик Я. К. Грот опубликовал труды по унификации русского языка. Грот сохранил буквы ять, фиты, ижицы и і, однако их употребление не было регламентировано определёнными правилами. А. П. Чехов 18 января 1887 г. писал брату: «Если б от меня зависело, я упразднил бы и ять, и фиту (дурацкая буква!), и ижицу, и і. Эти буквы мешают только школьному делу, вводят в конфуз деловых людей, которым нет времени учиться грамматическим тонкостям, и составляют совершенно излишнее украшение нашей грамматики».

## Сюжет
Однажды, ближе к вечеру, с именин полицейского надзирателя Вонючкина возвращались домой секретарь земской управы Грязнов и учитель уездного училища Лампадкин. Оба были пьяны и пошатывались.
Между ними зашел разговор о новой грамматике Грота. Лампадкин рассуждал о том, как лучше писать окончание имен прилагательных в родительном падеже единственного числа мужеского рода — аго или ого… Грязнов вовсе не слушал рассуждения педагога, а засмотрелся на то, как две дюжины собак, сомкнувшись цепью, окружали чёрную дворнягу и лаяли. Он решил вмешаться в это событие и раззадорил собак, отчего дворняжка укусила его за палец. Мимоходом она цапнула Лампадкина за икру и убежала.
Придя домой (педагог снимал жилье и столовался у секретаря), они позабыли историю с собаками, но тут к ним явился уездный врач Каташкин, сказав, что люди видели, как их обоих укусила собака. Доктор осмотрел раны, прижег их ляписом и ушел. На другой день к ним пришел уездный предводитель Позвоночников, поинтересовался их здоровьем после укуса возможно бешеной собаки и посоветовал ехать лечиться в Париж, обещая содействием с финансами и паспортами. Грязнову не хотелось ехать, но после уговоров они с Лампадкиным собрались и уехали на поезде.
Через четыре дня после проводов сестры Грязнова увидели идущего домой с чемоданом Лампадкина. Тот объяснил, что приехав в Курск, ему с Грязновым показалось дорого обедать в ресторане и они пошли в трактир. Там секретарь земской управы хорошо выпил и стал шуметь. На него был составлен протокол, потом у него закончились деньги. На оставшиеся на дорогу домой деньги приехал только Лампадкин. Грязнов же просил прислать ему денег, чтобы также вернуться.